# Silvia Fulda

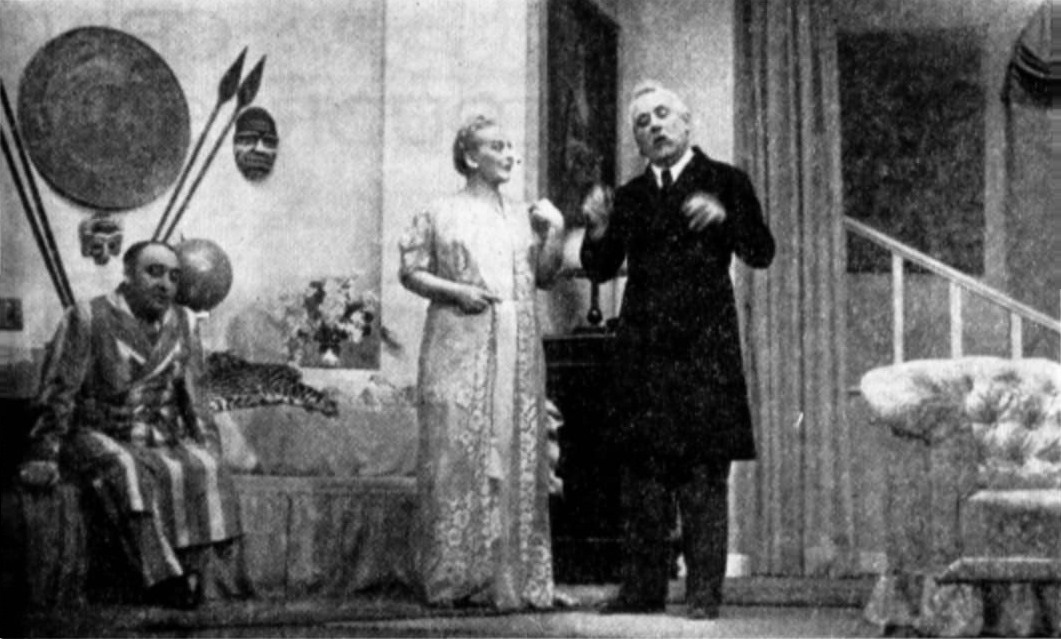
Mișu Fotino, Silvia Fulda și Ion Talianu în spectacolul Coloniale de André Birabeau, regizat de Sică Alexandrescu, pentru deschiderea Teatrului Liber, 1937.

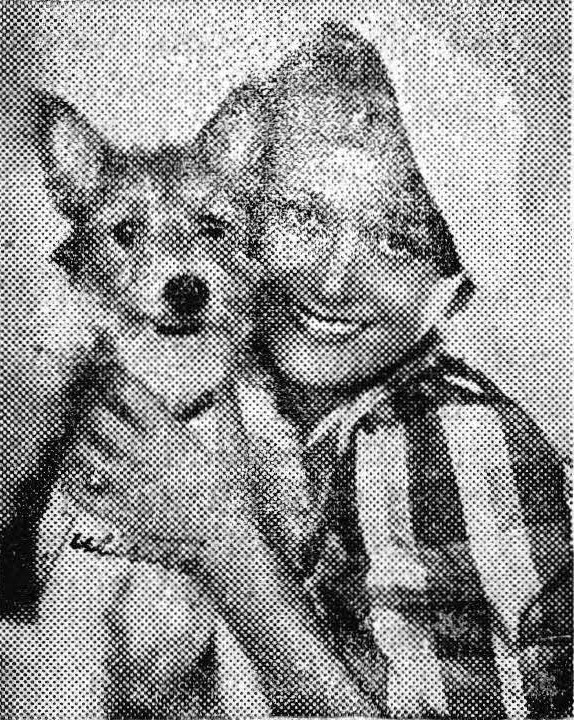
Actrița Silvia Fulda în anii celui de-al Doilea Război Mondial.

Silvia Fulda, pe numele real Silvia Lăzărescu Fulda, (n.  ?, București, România – d. ianuarie 1973, București, România) a fost o actriță română de film, radio, televiziune, teatru și voce.

## Biografie
A absolvit Conservatorul, unde a studiat actoria, la clasa actorului Ion Livescu. Silvia Fulda a făcut parte în stagiunea 1941–1942 din trupa „Companiei de comedii a d-lui Mișu Fotino”, care era formată din artiștii Mișu Fotino, Constantin Toneanu, Maria Magda, Ion Aurel Manolescu, Viorica Vrioni, Cristian Duțulescu, Ștefan Decu, Nora Vasilescu, H. Nicolaide și Emil Juan și a susținut reprezentații pe scena Teatrului Alhambra (de pe str. Sf. Dumitru nr. 2) în perioada cât trupa lui Nicolae Vlădoianu se afla în turneu. Compania Mișu Fotino (director artistic: Mișu Fotino, administrator: G. Valsamache) a deschis stagiunea cu reluarea melodramei Papa Lebonnard de Jean Aicard și a jucat apoi comedia Clopoțelul de alarmă de Maurice Hennequin și Romain Coolus, în care au avut mare succes atât directorul trupei, cât și colegii săi de scenă (Silvia Fulda, H. Nicolaide și Ion Aurel Manolescu).
Actrița a decedat în ianuarie 1973 și a fost incinerată la 16 ianuarie 1973 la Crematoriul Cenușa din București.

## Distincții
- Ordinul Muncii clasa a III-a (23 ianuarie 1953) „pentru merite deosebite, pentru realizări valoroase în artă și pentru activitate merituoasă”[7]

## Filmografie
- Un surîs în plină vară (1964) - mama lui Făniță
- La patru pași de infinit (1964) - mama Paulina, gazda slt. Mihai
- Titanic-Vals (1965) - Chiriachița
- Neamul Șoimăreștilor (1965)
- Dincolo de barieră (1965)
- Diminețile unui băiat cuminte (1967)
- Zodia Fecioarei (1967)
- Cerul începe la etajul III (1967)
- Corigența domnului profesor (1968)